# Damokles
Damokles (levede ca. 400 f.Kr.) var hofmand hos en tyran i Syrakus, Dionysios 2., og priste sin herres lykke. Denne lod et sværd, ophængt i et hestehår, anbringe over Damokles' plads for at symbolisere livets omskiftelighed.
Damoklessværd er et symbol på truende fare.